# Zdzisław Szubski
Zdzisław Szubski, född den 26 januari 1958 i Grudziądz, Polen, är en polsk kanotist.
Han tog bland annat VM-silver i K-4 10000 meter i samband med sprintvärldsmästerskapen i kanotsport 1978 i Belgrad.